# NGC 2384
NGC 2384 je otvoreni skup u zviježđu Velikom psu. 

## Vanjske poveznice
- SEDS: NGC 2384